# 3176 Paolicchi
3176 Paolicchi este un asteroid din centura principală, descoperit pe 13 noiembrie 1980 de Zoran Knežević.